# Abriesa
Abriesa là một chi bướm đêm thuộc họ Erebidae.

## Các loài
- Abriesa derna Swinhoe, 1900